# Кубанское войсковое казачье общество
Кубанское войсковое казачье общество (Кубанское ВКО, КВКО) — одно из 12 войсковых казачьих обществ в Российской Федерации. Штаб общества расположен в Краснодаре, общество внесено в реестр казачьих обществ в Российской Федерации. Также, для краткости, именуется (в т.ч., в уставных документах) Кубанское казачье войско.

## История

Флаг КВКО (1990−2010)

- 12−14 октября 1990 года в Краснодаре состоялся Учредительный всекубанский казачий съезд, который, в частности, утвердил символы возрождающегося Кубанского казачьего войска, в том числе, флаг-триколор из трёх горизонтальных полос: верхняя — синего, средняя — малинового и нижняя — зелёного цвета.[3]
- 28 августа 1991 года в управлении юстиции Краснодарского края за № 61 зарегистрирована Краевая Общественная организация «Кубанский Казачий Круг „Круглик“».
- 24.09.91 за № 75 зарегистрирована Кубанская казачья ассоциация «Россия»
- 27.08 93г.за № 307 зарегистрирована Рада (Всекубанское казачье войско)
- 15.05.92. за № 284 зарегистрирована Кубанское казачье войско

В начале 1990-x гг. образованное казаками «Кубанское казачье войско» во главе с атаманом Владимиром Громовым объявило себя преемником исторического Кубанского казачьего войска. Воссозданное таким образом войско проявило себя в грузино-абхазской войне, ворвавшись первым в Сухум в 1993 году. В наши дни Кубанское казачье войско существует в виде общественной казачьей организации «Кубанское войсковое казачье общество», которое внесено в Государственный реестр казачьих обществ в Российской Федерации, для краткости именуется (в т.ч., в уставных документах) Кубанское казачье войско и имеет в своём реестре около 30 тысяч казаков.
- 2008 год. Новым атаманом КВКО, по инициативе губернатора Краснодарского края Александра Ткачёва, был избран вице-губернатор края Николай Долуда.[1]

## Форма и знаки различия КВКО

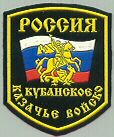

Нарукавные нашивки КВКО до внесения в государственный реестр казачьих обществ
Форма и знаки различия КВКО после внесения в государственный реестр казачьих обществ

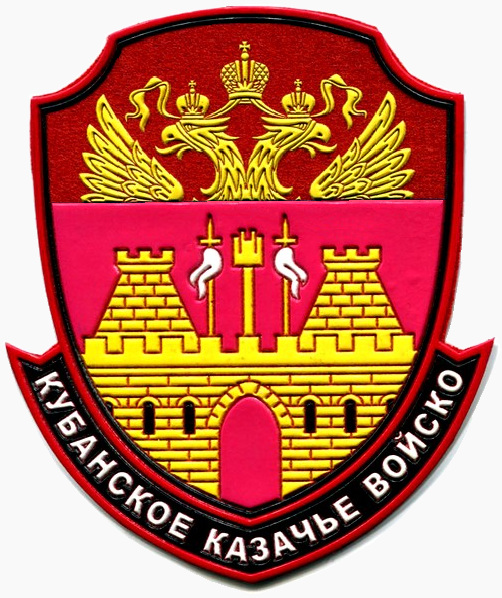
Нарукавный знак КВКО (на правый рукав)
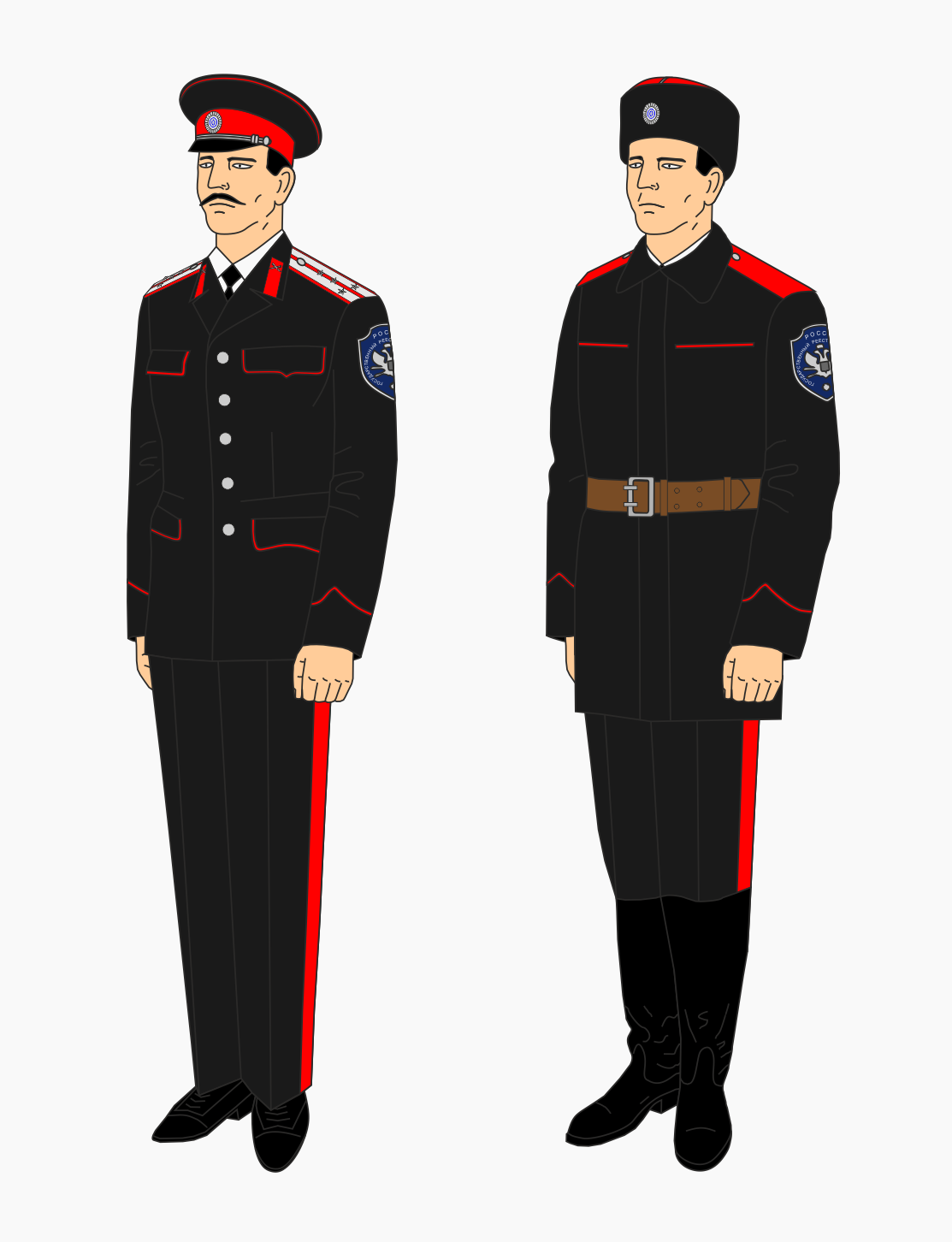
Повседневная форма одежды
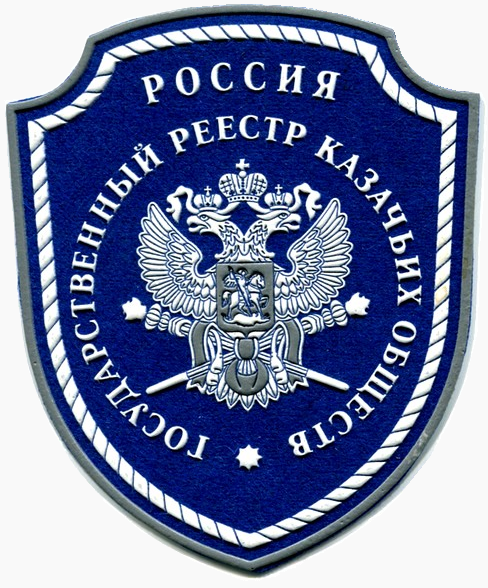
Нарукавный знак госреестра (на левый рукав)
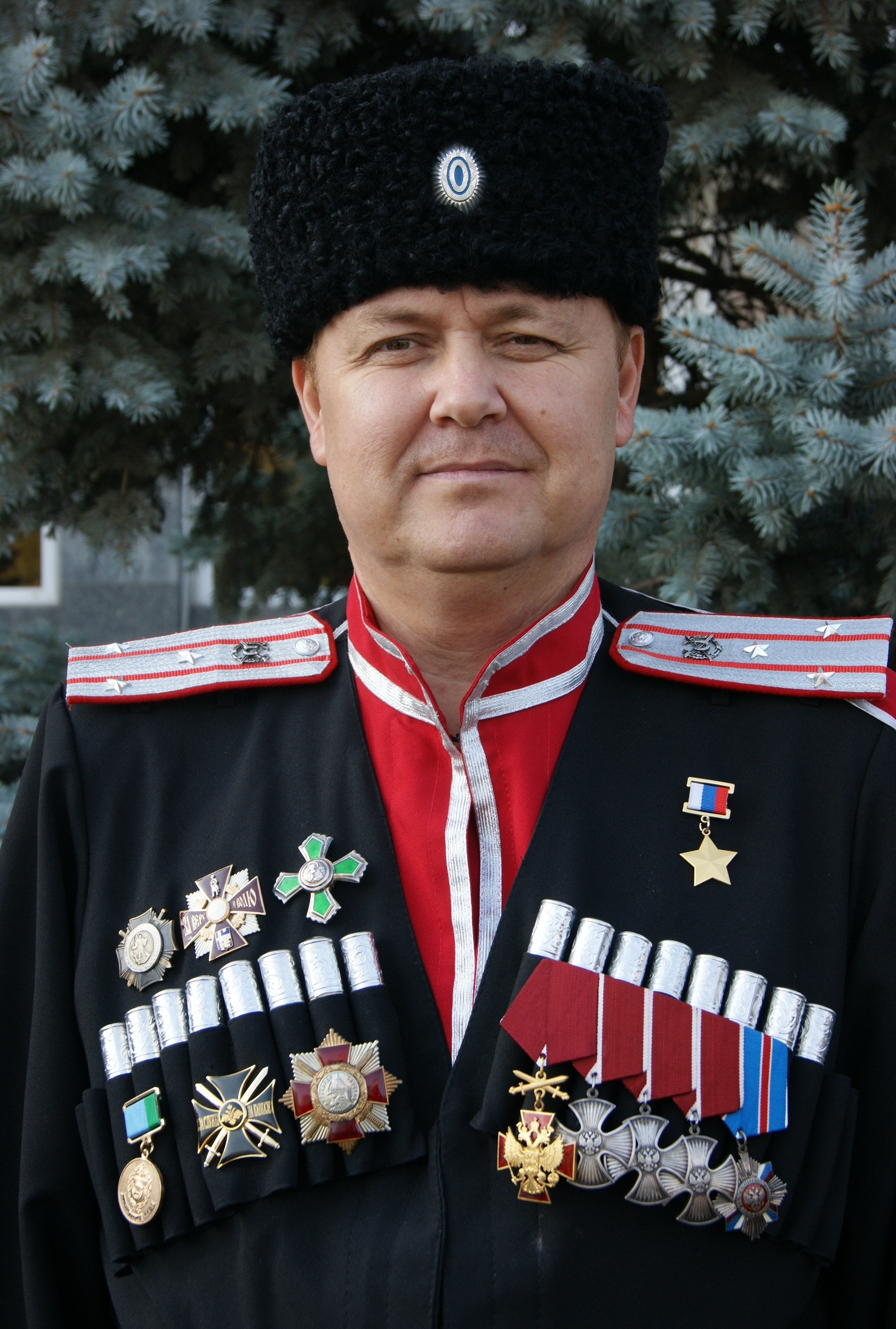
Герой России Сергей Палагин в традиционной форме одежды

## Административно-территориальное деление КВКО

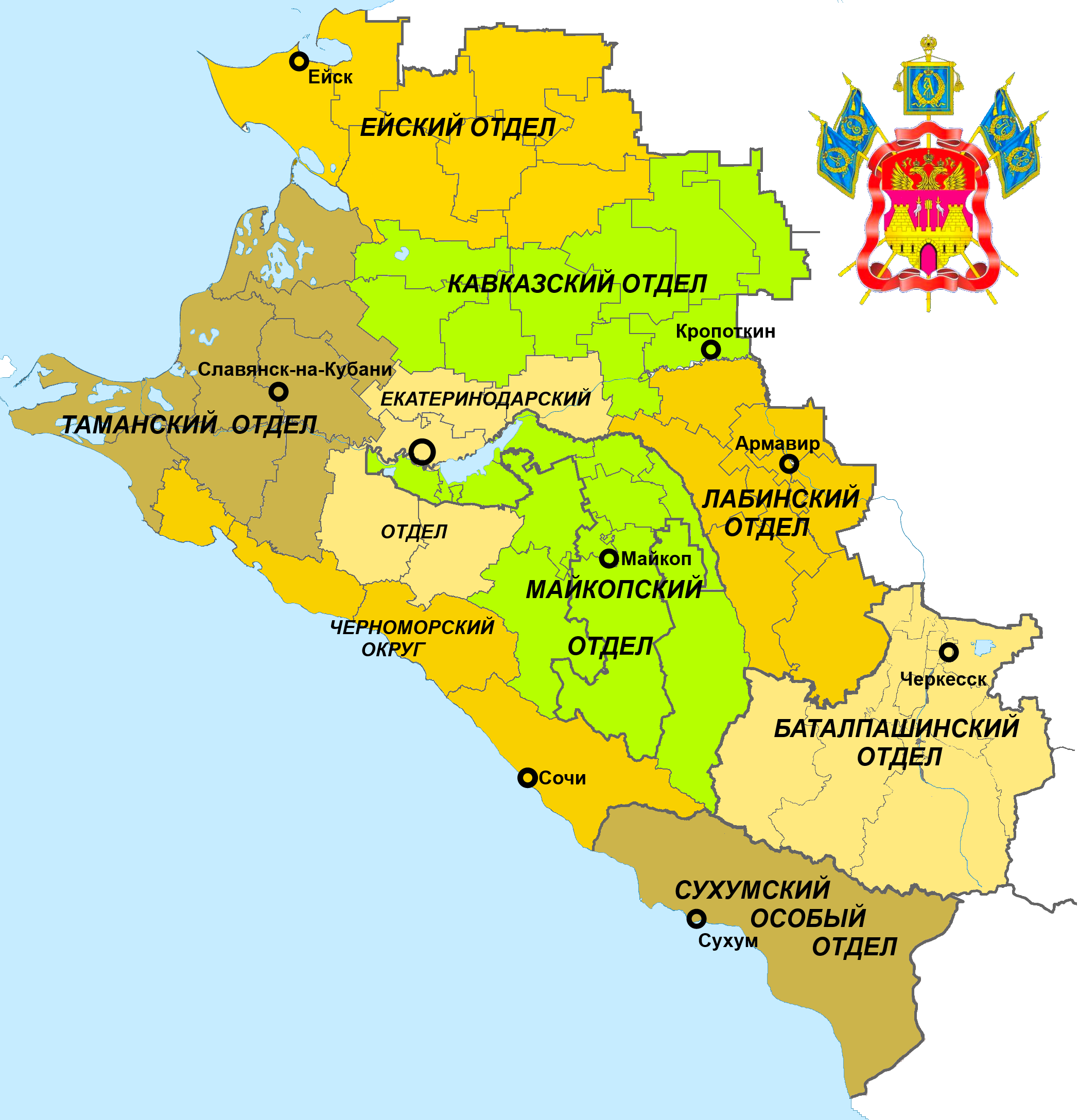
Административно-территориальное деление КВКО

### Ейский казачий отдел
Соответствует старому Ейскому отделу Кубанской области. 8 РКО, штаб — ст-ца Кущёвская
- Ейское РКО — охватывает Ейский район, штаб — г. Ейск.
- Щербинское РКО — охватывает Щербиновский район, штаб — ст-ца Старощербиновская
- Староминское РКО — охватывает Староминский район, штаб — ст-ца Староминская
- Кущевское РКО — охватывает Кущёвский район, штаб — ст-ца Кущёвская
- Каневское РКО — охватывает Каневской район, штаб — ст-ца Каневская
- Уманское РКО — охватывает Ленинградский район (Краснодарский край), штаб — ст-ца Ленинградская (до 1934 года — Уманская)
- Крыловское РКО — охватывает Крыловский район, штаб — ст-ца Крыловская
- Павловское РКО — охватывает Павловский район (Краснодарский край), штаб — ст-ца Павловская

### Кавказский казачий отдел
Соответствует старому Кавказскому отделу Кубанской области. 10 РКО, штаб — г. Кропоткин
- Брюховецкое РКО — охватывает Брюховецкий район Краснодарского края, штаб — ст-ца Брюховецкая
- Тимашёвское РКО — охватывает Тимашёвский район Краснодарского края, штаб — г. Тимашёвск
- Кореновское РКО — охватывает Кореновский район Краснодарского края, штаб — г. Кореновск
- Выселковское РКО — охватывает Выселковский район Краснодарского края, штаб — ст-ца Выселки
- Тихорецкое РКО — охватывает Тихорецкий район Краснодарского края, штаб — г. Тихорецк
- Новопокровское РКО — охватывает Новопокровский район Краснодарского края, штаб — ст-ца Новопокровская
- Белоглинское РКО — охватывает Белоглинский район Краснодарского края, штаб — село Белая Глина
- Тбилисское РКО — охватывает Тбилисский район Краснодарского края, штаб — ст-ца Тбилисская
- Кавказское РКО — охватывает Кавказский район Краснодарского края, штаб — г. Кропоткин
- Гулькевичское РКО — охватывает Гулькевичский район Краснодарского края, штаб — г. Гулькевичи

### Таманский казачий отдел
Соответствует старому Таманскому отделу Кубанской области. 8 РКО. Штаб — г. Крымск
- Приморско-Ахтарское РКО — охватывает Приморско-Ахтарский район, штаб — г. Приморско-Ахтарск
- Калининское РКО — охватывает Калининский район (Краснодарский край), штаб — ст-ца Калининская
- Славянское РКО — охватывает Славянский район Краснодарского края, штаб — г. Славянск-на-Кубани
- Полтавское РКО — охватывает Красноармейский район (Краснодарский край), штаб — ст-ца Полтавская
- Темрюкское РКО — охватывает Темрюкский район, штаб — г. Темрюк
- Анапское РКО — охватывает территорию городского округа Анапы, штаб — г. Анапа
- Крымское РКО — охватывает Крымский район, штаб — г. Крымск
- Абинское РКО — охватывает Абинский район, штаб — г. Абинск

### Екатеринодарский казачий отдел
Частично соответствует старому Екатеринодарскому отделу Кубанской области. 5 РКО. Штаб — г. Краснодар (до 1920 года — Екатеринодар)
- Усть-Лабинское РКО — охватывает Усть-Лабинский район, штаб — г. Усть-Лабинск
- Динское РКО — охватывает Динской район, штаб — ст-ца Динская
- РКО Екатеринодарское казачье общество — охватывает территорию городского округа города Краснодар, там же и штаб.
- Северское РКО — охватывает Северский район, штаб — ст-ца Северская
- Горячеключевское РКО — территорию городского округа Горячий Ключ, штаб — г. Горячий Ключ

### Майкопский казачий отдел
Частично соответствует Майкопскому отделу Кубанской области. 8 РКО. Штаб — г. Майкоп
- Красногвардейское РКО — охватывает Красногвардейский район республики Адыгея, штаб — село Красногвардейское
- Белореченское РКО — охватывает Белореченский район, штаб — г. Белореченск
- Апшеронское РКО — охватывает Апшеронский район (Краснодарский край), штаб — г. Апшеронск
- Гиагинское РКО — охватывает Гиагинский район республики Адыгея, штаб — ст-ца Гиагинская
- РКО города Майкопа — охватывает территорию городского округа Майкоп, там же и штаб.
- Майкопское РКО — охватывает Майкопский район республики Адыгея, штаб — поселок городского типа Тульский
- Кошехабльское РКО — охватывает Кошехабльский и Теучежский районы республики Адыгея, штаб — аул Кошехабль
- Мостовское РКО — охватывает Мостовский район (Краснодарский край), штаб — поселок городского типа Мостовской

### Лабинский казачий отдел
Соответствует старому Лабинскому отделу Кубанской области. 6 РКО. Штаб — г. Армавир
- Курганинское РКО — охватывает Курганинский район, штаб — г. Курганинск
- Новокубанское РКО — охватывает Новокубанский район, штаб — г. Новокубанск
- Армавирское РКО — охватывает территорию городского округа Армавир, штаб — г. Армавир
- Успенское РКО — охватывает Успенский район (Краснодарский край), штаб — село Успенское
- Лабинское РКО — охватывает Лабинский район, штаб — г. Лабинск
- Отрадненское РКО — охватывает Отрадненский район, штаб — ст-ца Отрадная

### Баталпашинский казачий отдел
Соответствует старому Баталпашинскому отделу Кубанской области. 5 РКО. Штаб — г. Черкесск (до 1934 года — Баталпашинск)
- Баталпашинское ГКО — охватывает территорию городского округа Черкесск, там же и штаб.
- Прикубанское РКО — охватывает Прикубанский район, штаб — поселок Кавказский
- Урупское РКО — охватывает Урупский район, штаб — ст-ца Предградная
- Зеленчукское РКО — охватывает Зеленчукский район, штаб — ст-ца Зеленчукская
- Усть-Джегутинское РКО — охватывает Усть-Джегутинский район, штаб — г. Усть-Джегута

### Черноморский казачий округ

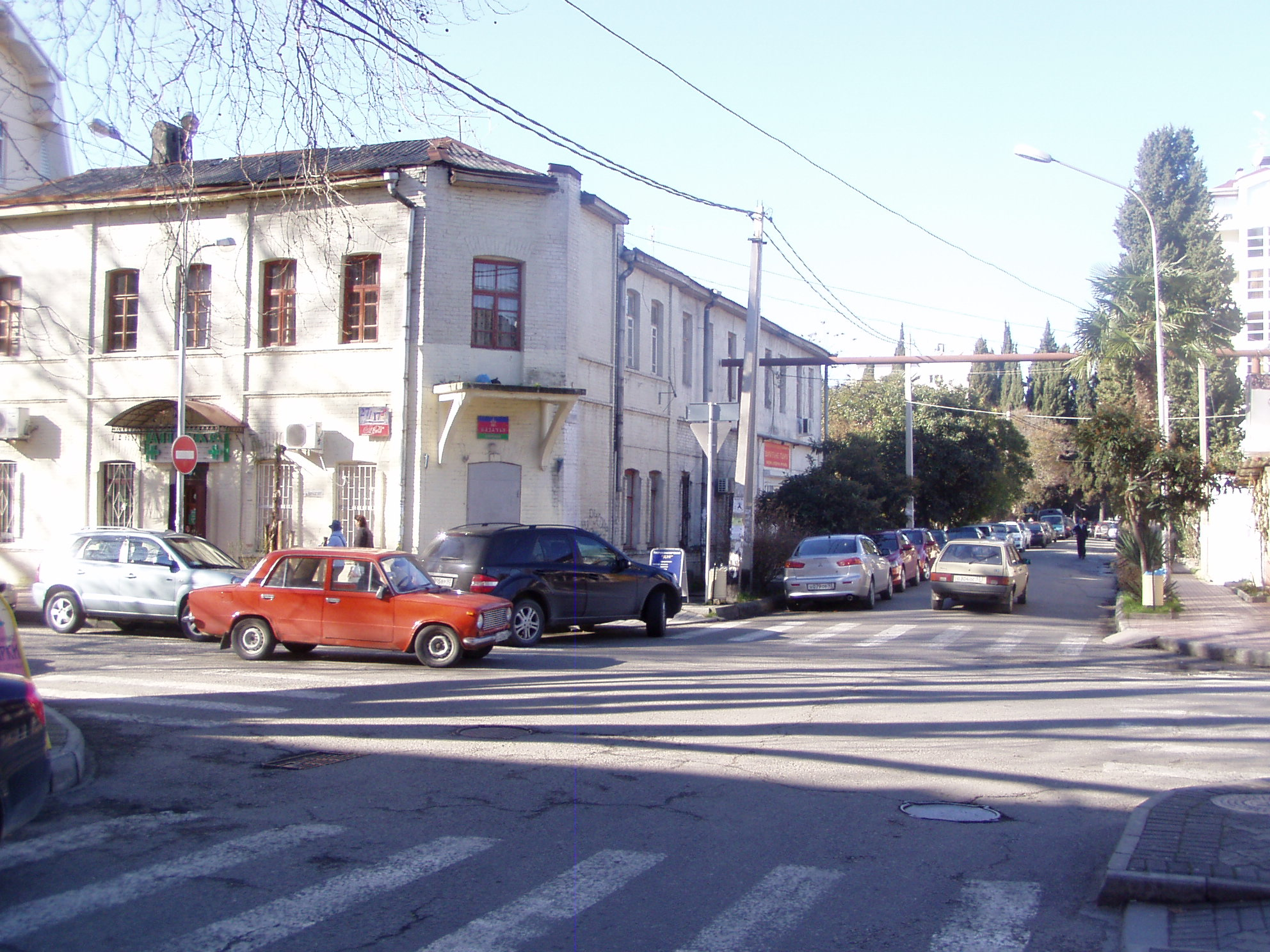
Здание Центрального РКО города-курорта Сочи

Исторически входило не в Кубанскую область, а в Черноморскую губернию. Нынче 7 РКО. Штаб — г. Новороссийск
- Новороссийское РКО — охватывает территорию городского округа Новороссийск, штаб — г. Новороссийск
- Геленджикское РКО — охватывает территорию городского округа Геленджик, штаб — г. Геленджик
- Туапсинское РКО — охватывает Туапсинский район, штаб — г. Туапсе
- Лазаревское РКО — охватывает Лазаревский район Сочинского городского округа, штаб — микрорайон Лазаревское
- Хостинское РКО — охватывает Хостинский район Сочинского городского округа, штаб — микрорайон Хоста
- Центральное РКО города-курорта Сочи — охватывает Центральный район Сочи, штаб — г. Сочи
- Адлерское РКО — охватывает Адлерский район Сочинского городского округа, штаб — микрорайон Адлер

### Сухумский особый казачий отдел
Исторически территория Гагрского района входила в состав Черноморской губернии. После гражданской войны, голода в 1933 г. и грузино-абхазского конфликта в 1993 г. в Абхазии осело много беженцев и добровольцев с Кубани. Ныне в состав особого отдела входит 5 полноценных РКО.
- Штаб расположен в городе Сухум.

В состав КВКО также входят множество станиц в соседнем Ставропольском крае, в том числе на территориях Новоалександровского, Изобильненского, Шпаковского, Кочубеевского, Андроповского и Предгорного районов. Помимо этого существуют множество организаций, расположенных за пределами Кубани, в том числе в Москве, Санкт-Петербурге, на Дону и в других городах и областях России и за её пределами.

## Комментарии
1. 1 2 3  Не следует путать предмет настоящей статьи с историческим Кубанским казачьим войском